# قابس (اسم)
قابس هو اسم علم مذكر من أصل عربي، ومعناه هو طالب القبس وهوالنار. قال تعالى: ﴿لعلي آتيكم منها بقبسٍ﴾ [طـه من الآية 10].

## وصلات خارجية
- موسوعة السلطان قابوس لأسماء العرب نسخة محفوظة 5 أبريل 2019 على موقع واي باك مشين.